# Gare de Combs-la-Ville - Quincy
Gare de Combs-la-Ville - Quincy vasútállomás és RER állomás Franciaországban, Combs-la-Ville településen.

## Vasútvonalak
Az állomást az alábbi vasútvonalak érintik:
- Párizs–Marseille-vasútvonal

## Kapcsolódó állomások
A vasútállomáshoz az alábbi állomások vannak a legközelebb:
- Gare de Boussy-Saint-Antoine (Gare de Creil, D RER-vonal)
- Gare de Lieusaint - Moissy (Gare de Melun, D RER-vonal)